# Белгийска социалистическа партия
Белгийската социалистическа партия (на френски: Parti Socialiste belge; на нидерландски: Belgische Socialistische Partij) е белгийска социалдемократическа партия, съществувала до 1978 година, когато се разделя на две - нидерландскоезична и френскоезична.

## История
Партията е основана през 1885 година под името Белгийска работническа партия (на френски: Parti ouvrier belge; на нидерландски: Belgische Werkliedenpartij) в кафето „Де Зван“ на Гран Плас в Брюксел, мястото, където е заседавал Първият интернационал и където Карл Маркс и Фридрих Енгелс пишат своя „Комунистически манифест“. Основателите на партията се въздържат от радикализъм, който би отблъснал нейни потенциални привърженици, поради което не включват социализма в името на организацията. Приетата през 1894 година Харта от Кареньон става идейната основа на дейността на партията до края на нейното съществуване през 1978 година.
През първите години от съществуването на Белгийската работническа партия мажоритарната избирателна система и имущественият ценз ограничават нейното присъствие в парламента, особено в избирателните райони във Фландрия, като водещи фламандски социалисти са принудени да се кандидатират за народни представители във Валония.
През 1919 година в Белгия е въведено общо равно избирателно право и пропорционална избирателна система, което засилва позициите на Белгийската работническа партия. През междувоенния период тя на няколко пъти влиза в коалиционни правителства с Католическата партия, а през 1938-1939 година министър-председател е нейния представител Пол-Анри Спак. Партията е член на Социалистическия работнически интернационал по време на неговото съществуване между 1923 и 1940 година.
По време на германската окупация на Белгия през Втората световна война Белгийската работническа партия на практика прекратява дейността си, но през 1945 година е възстановена под името Белгийска социалистическа партия.
През 40-те години социалистите са водещата политическа сила в страната и оглавяват няколко поредни правителства. След продължителни остри конфликти, те успяват да наложат и абдикацията на крал Леополд III, обвиняван в колебливо отношение към германците по време на войната. Останали в опозиция в началото на 50-те, през 1954-1958 година те отново оглавяват правителството, а през следващите години участват в различни коалиции с участието на християндемократите. За разлика от останалите основни партии, които се разделят на езиков принцип с изострянето на междуобщностните спорове в края на 60-те години, Белгийската социалистическа партия успява да запази единството си малко по-дълго. Едва през 1978 година тя окончателно се разделя на фламандска и френскоезична партии.